# نقاط السعر

نقاط السعر (A) و(B) و(C)، بامتداد منحنى الطلب (حيث يشير P للسعر وQ يمثل الطلب)

نقاط السعر هي الأسعار التي من المفترض أن يبقى عندها الطلب على منتج معين مرتفع نسبيًا.

## الخصائص
يصور المدخل التمهيدي لعلم الاقتصاد الجزئي منحنى الطلب بوصفه منحنى يتجه للانخفاض يمينًا وأنه إما ذو شكل خطي أو محدب قليلاً باتجاه نقطة الأصل. ويتوقف الانحدار للأسفل بوجه عام، ولكن لا يكون نموذج المنحنى صحيحًا إلا من حيث الأجزاء، نظرًا لأن دراسات الأسعار تشير إلى أن الطلب على المنتج لا يكون دالة خطية لسعره، بل إنه لا يوجد له دالة منبسطة. وتمثل منحنيات الطلب سلسلة من الموجات وليس خطًا مستقيمًا.
يظهر السعر على الرسم البياني عند النقاط A، وB، وC. وعندما يزيد البائع السعر متجاوزًا نقطة السعر (ولنقل إلى سعر أعلى من نقطة السعر B قليلاً)، يتراجع حجم المبيعات بمعدل مرتفع لا يتناسب مع الزيادة في السعر. ويكون هذا التراجع في كمية الطلب مكافئًا للربح الإضافي المحقق من زيادة السعر، أو يزيد عليه. ونتيجة لذلك، فإن إجمالي الربح (السعر مضروبًا في كمية الطلب)، ينخفض عندما ترفع الشركة أسعارها متجاوزة نقطة السعر. ومن الناحية الفنية، فإن مرونة السعر وفقًا للطلب تنخفض (غير مرن) عندما يكون السعر أقل من نقطة السعر (القسم شديد الانحدار من منحنى الطلب)، ويرتفع (مرن) عندما يكون السعر أعلى من نقطة السعر (الجزء المنحدر قليلاً من منحنى الطلب). وتحدد الشركات بوجه عام الأسعار عند نقاط سعر موجودة بالفعل بوصفها إحدى إستراتيجيات التسويق.

## الأسباب
هناك ثلاثة أسباب رئيسية لوجود نقاط السعر:
1. نقاط سعر الإبدال
  - تقع نقاط السعر عند سعر بديل قريب
  - وعندما يرتفع سعر سلعة ما فوق تكلفة بديل قريب، فإن كمية الطلب تشهد تراجعًا حادًا.
2. نقاط السعر العادي
  - جرى العرف في السوق على دفع مبلغ معين من المال في مقابل أحد أنواع المنتجات
  - وعند زيادة السعر بما يفوق هذا المبلغ، فإن المبيعات سوف تشهد تراجعًا حادًا
3. نقاط السعر الإدراكية (وتعرف أيضًا باسم «التسعير النفسي» أو «تسعير الرقم الفردي»)
  - عند رفع الأسعار أعلى من 99 سنتًا، فإن ذلك سوف يتسبب في تراجع الطلب تراجعًا غير متناسب، لأن الدولار قد أصبح في إدراك الناس سعرًا مرتفعًا للغاية.

## تسعير احتكار القلة
من الممكن أن ينتج عن احتكار القلة نقاط سعر أيضًا نظرًا لما له من صلة بنقاط السعر العادي. حيث لا تنتج نقاط السعر، بالضرورة، عن اتفاق، ولكن بوصفها ملكية احتكار ناشئة: عندما تطرح جميع الشركات منتجاتها للبيع بنفس السعر، فإن أي شركة تحاول رفع السعر سوف تشهد تراجعًا في المبيعات والأرباح (وهو ما يمنع الشركات من رفع الأسعار من جانب واحد)؛ وعلى الجانب المقابل، فإن أي شركة في مجموعة احتكار تخفض السعر، فإن منافسيها سوف يحذون حذوها، وهو ما قد ينتج عنه زيادة طفيفة في المبيعات وتراجع في الإيرادات (لجميع الشركات في هذا السوق). وقد يؤدي هذا التأثير إلى وجود منحنى للطلب يتسم بالالتفاف، حيث يقع هذا الالتفاف عند نقطة مستوى السعر الحالي في السوق.
وتعتمد هذه النتائج على مرونة منحنى الطلب وخصائص كل سوق.

## كتابات أخرى
- Bner, Alexander (2011). "Price-Dependent Demand". Retail Category Management: Decision Support Systems for Assortment, Shelf Space, Inventory and Price Planning. Springer. ISBN:978-3-642-22476-8.
- Veeramani, Venkat & Maynard, Leigh (2008). Price Points and Thresholds in Retail Food Demand. VDM Verlag. ISBN:978-3-639-08445-0.{{استشهاد بكتاب}}:  صيانة الاستشهاد: أسماء متعددة: قائمة المؤلفين (link)